# Rebecca Pawlo
Margot Rebecca Pawlo, född 13 augusti 1952 i Malmö, är en svensk skådespelare.

## Biografi
Rebecca Pawlo är dotter till skådespelaren Toivo Pawlo och konstnären Kerstin Hedeby och även systerdotter till sångerskan och samhällsdebattören Berit Hedeby. Rebecca Pawlo var 1979–1984 gift med skådespelaren och författaren Lasse Strömstedt.

## Filmografi
- 1964 – Älskande par
- 1969 – Ni ljuger
- 1970 – Lyckliga skitar
- 1971 – Sound of Näverlur
- 1973 – Mumindalen (TV-serie) (röst)
- 1976 – En dåres försvarstal
- 1976 – Ansikte mot ansikte
- 1979 – Mor gifter sig (TV-serie)
- 1981 – Babels hus (TV-serie)
- 1983 – G – som i gemenskap
- 1985 – August Strindberg ett liv
- 1990 – En ganska lyckad midsommar

## Teater

### Roller (ej komplett)
| År   | Roll                        | Produktion                                                                         | Regi                       | Teater                   |
| ---- | --------------------------- | ---------------------------------------------------------------------------------- | -------------------------- | ------------------------ |
| 1974 |                             | Så tuktas en argbigga (The Taming of the Shrew) William Shakespeare                | Lennart Kollberg           | Riksteatern              |
| 1976 | Josephine Lamarre/Parthenis | Pariserliv (La Vie parisienne) Jacques Offenbach, Henri Meilhac och Ludovic Halévy | Hans Polster               | Helsingborgs stadsteater |
| 1977 |                             | I väntan på Bardot Lars Björkman och Sigvard Olsson                                | Claes Sylwander            | Helsingborgs stadsteater |
| 1977 | Maria                       | Chez nous Anders Ehnmark och Per Olov Enquist                                      | Hans Polster               | Helsingborgs stadsteater |
| 1977 |                             | Tolvskillingsoperan (Die Dreigroschenoper) Bertolt Brecht och Kurt Weill           | Hans Polster               | Helsingborgs stadsteater |
| 1977 | Malin                       | Ballerina Arne Skouen                                                              | Claes Thelander            | Helsingborgs stadsteater |
| 1978 | Nonno                       | Mio, min Mio Astrid Lindgren                                                       | Karin Ekström Göran Omnéus | Helsingborgs stadsteater |
| 1980 | Lotte Lilman                | Hoppla, vi lever! (Hoppla, wir leben!) Ernst Toller                                | Fred Hjelm                 | Stockholms stadsteater   |